# Andy Bernard
Andrew Baines Bernard é um personagem fictício da série de televisão estadunidense The Office, interpretado por Ed Helms.

## Recepção
Inicialmente considerado uma adição abrasiva ao programa, Andy Bernard mais tarde tornou-se um favorito dos fãs devido ao desenvolvimento de seu personagem ao longo da série. Os fãs não gostaram de seu arco na temporada final, que viu Andy voltar à mesma personalidade das primeiras temporadas e tratar seus colegas de trabalho mal, com alguns comentaristas ponderando se os roteiristas do programa "não sabiam o que fazer" com o personagem.
Embora Helms tenha recebido elogios por sua atuação, o personagem recebeu uma recepção mista. Andy foi nomeado um dos personagens de TV mais irritantes de 2011 pelo Vulture; em contraste, Nerve o classificou como o segundo personagem mais engraçado da série, atrás apenas de Michael Scott. Alguns críticos criticaram a caracterização de Andy na temporada final; Alan Sepinwall do Uproxx descreveu a personalidade de Andy como uma "versão malévola de Michael Scott", enquanto Erik Adams do The A.V. Club escreveu que "nenhuma quantidade de humanização de última hora pode trazer o público de volta para o lado [de Andy]".